# Čolnik
Čolnik je priimek v Sloveniji, ki ga je po podatkih Statističnega urada Republike Slovenije na dan 1. januarja 2010 uporabljalo 82 oseb in je med vsemi priimki po pogostosti uporabe uvrščen na 5.150. mesto.

## Znani nosilci priimka
- Sandi Čolnik (1937—2017), novinar in TV voditelj
- Ciril Čolnik (1871—1958), mojster umetnega kovaštva (ZDA)
- Dominik Čolnik (1830—1893), veterinar, vinogradnik, sadjar in politik (narodni buditelj)